# 東京医療専門学校
東京医療専門学校（とうきょういりょうせんもんがっこう）は、東京都新宿区にある、あん摩マッサージ指圧師・はり師・きゅう師・柔道整復師を養成する専修学校。学校法人呉竹学園が運営。また、代々木校舎では鍼灸マッサージ教員を養成する鍼灸教員養成課程を開設している。

## 沿革
- 1926年（大正15年）　東洋温灸医学院を設立する。
- 1929年（昭和4年）　東京高等鍼灸医学校を設立する。
- 1931年（昭和6年）　私立学校としての認可を受ける。
- 1933年（昭和8年）　校舎を新設。大番町に移転する。
- 1939年（昭和14年）　鍼灸科で無試験開業の指定校となる。
- 1941年（昭和16年）　マッサージ科で無試験開業の指定校となる。
- 1948年（昭和23年）　財団法人東京高等鍼灸医学校として認可を受ける。柔道整復部門を創設する。
- 1953年（昭和28年）　現在の新宿区三栄町に校舎を建設する。
- 1954年（昭和29年）　東京高等鍼灸学校熱海分校として熱海校を設立する。
- 1955年（昭和30年）　熱海校の校名を呉竹マッサージ学校に変更する。
- 1956年（昭和31年）　財団法人呉竹学園が学校法人としての認可を受ける。
- 1973年（昭和48年）　熱海校の校名を呉竹鍼灸専門学校に変更する。
- 1976年（昭和51年）　東京鍼灸柔整専門学校に校名を変更する。学校教育の一部改定に伴い、熱海校と共に専修専門学校として認可される。
- 1983年（昭和58年）　鍼灸教員養成課程を代々木校舎に新設する。
- 1986年（昭和61年）　東京校の校名を東京医療専門学校に変更する。
- 2002年（平成14年）　熱海校を新横浜へ移転 。校名を呉竹鍼灸柔整専門学校に変更する。
- 2006年（平成18年）　はり・きゅう治療院「南新宿ブランチ」を開設する。
- 2009年（平成21年）　呉竹医療専門学校（埼玉県さいたま市）開校。「呉竹メディカルクリニック」開業。
- 2014年（平成26年）　設置するすべての学科に対して、文部科学大臣から職業実践専門課程の認定を受ける。

## 設置学科

### 鍼灸マッサージ科
- I部（昼3年制・男女60名）

取得資格 - あん摩マッサージ指圧師、はり師、きゅう師の国家試験受験資格

### 鍼灸科
- I部（昼3年制・男女30名）
- 夜間特修コース（夜3年制・男女30名）

取得資格 - はり師、きゅう師の国家試験受験資格

### 柔道整復科
- I部（昼3年制・男女60名）
- 夜間特修コース（夜3年制・男女30名）

取得資格 - 柔道整復師の国家試験受験資格

### 鍼灸マッサージ教員養成科
- 昼2年制・男女25名

## 交通アクセス

### 四谷本部校舎
JR中央線（快速）、中央・総武線（各駅停車）「四ツ谷駅」より徒歩5分

### 代々木校舎
JR山手線、中央・総武線（各駅停車）、都営地下鉄大江戸線「代々木駅」より徒歩1分

## 関連校
- 呉竹鍼灸柔整専門学校
- 呉竹医療専門学校